# ماناسیا
صومعهٔ ماناسیا (صربی: Манастир Манасија) یک صومعه ارتدکس صربی واقع‌شده در نزدیکی دسپوتوواتس، صربستان است که توسط استفان لازارویچ بین سال‌های ۱۴۰۶ تا ۱۴۱۸ بنیان‌گذاری شد. این کلیسا وقف تثلیث است. این صومعه توسط دیوارها و برج‌های بلندی احاطه شده‌است.